# Château de Rosny-sur-Seine
Le château de Rosny-sur-Seine ou château de Sully est un château français de style Louis XIII situé dans la commune de Rosny-sur-Seine dans le département des Yvelines et la région d'Île-de-France, sur la rive gauche de la Seine en aval de Mantes-la-Jolie.
Construit à l'extrême-fin du XVIe siècle pour Maximilien de Béthune, duc de Sully, surintendant des finances d'Henri IV, peut-être par Jacques II Androuet du Cerceau, il a été remanié par l'architecte Joseph-Antoine Froelicher pour la duchesse de Berry, propriétaire de 1818 à 1830.
Sauvé de la destruction en 1840 par le comte Le Marois, il est soigneusement restauré par la famille Lebaudy qui le possède jusqu'en 1955.
Devenu en 1984, en même temps que neuf autres domaines, propriété de la société japonaise Nippon Sangyoo Kabushiki Kaisha, son mobilier est vendu, laissé à l'abandon et gravement endommagé par un incendie à la suite duquel l'État décide d'engager d'office des travaux de sauvetage. Il est cédé en 1998 à Bernard Anthonioz, qui, envisageant de le transformer en « relais-château », entreprend de gros travaux d'entretien et de restauration sur fonds propres sans subvention (7 millions d'euros). Finalement, il décide de le céder en février 2016 à un restaurateur de monuments.
Le château, y compris le parc et les dépendances, fait l’objet d’un classement au titre des monuments historiques depuis le 11 juillet 1941.

## Histoire
À l'emplacement actuel du château de Rosny-sur-Seine se trouvait au Moyen Âge un manoir fortifié.
La seigneurie, après avoir longtemps appartenu aux Mauvoisin, revient à la maison de Béthune en 1529 par le mariage de Jean IV de Béthune, grand-père du duc de Sully, le célèbre ministre d'Henri IV, avec Anne de Melun d'Epinoy, qui reçoit le domaine de Rosny en dot (Anne de Melun descendait du mariage, dans le dernier quart du XIVe siècle, d'Hugues Ier de Melun d'Antoing et d'Epinoy avec Béatrix de Beaussart, dont la mère était Laure Mauvoisin de Rosny).

### 1598-1718: le château des Béthune-Sully

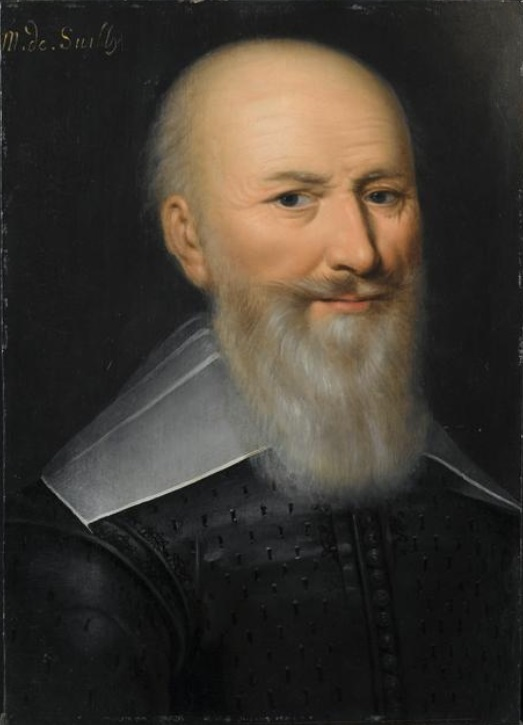
Maximilien de Béthune, duc Sully (vers 1630).

Maximilien de Béthune naît le 13 décembre 1559 au château féodal de Rosny-sur-Seine. Selon Gérard Rousset-Charny, il fut démantelé et brûlé en 1435 au cours de la guerre de Cent Ans.
En 1598, il devient surintendant des finances d'Henri IV. Cette même année – ou peut-être dès 1595 – il entreprend de faire construire un nouveau château à Rosny-sur-Seine, terre érigée en marquisat à son profit en 1601 et il est créé duc de Sully en 1606.
Ce château est connu par une gravure de Claude Chastillon publiée dans la Topographie française au début du {XVII}. L'architecte est inconnu, mais Jean-Pierre Babelon a suggéré qu'il pourrait s'agit de Jacques II Androuet du Cerceau.
Bâti en briques et pierre selon le goût de l'époque avec un plan en U comprenant un corps de logis central flanqué de deux pavillons terminés par deux ailes en retour d'équerre elles-mêmes terminées par des pavillons. La cour d'honneur était fermée par un mur bas avec portail et fossés, selon une disposition connue par exemple au château d'Anet. Ce plan carré autour d'une cour permet de distribuer les salles et appartements autour du grand escalier, aménagé ici dans le pavillon sud-ouest, une galerie dans l'aile sud et les appartements des officiers dans l'aile nord.
Pour le portail d'entrée, le ministre avait ordonné un décor de colonnes jumelées garnissant les pieds-droits du portail en arc de triomphe, sculptées en formes de fûts de canons dressés verticalement, grenades et casques en trophées, rappelant sa fonction de grand maître de l'artillerie de France.
Les façades des corps d'habitation étaient parées en briques avec chaînages et encadrements de pierre. Les encadrements de fenêtres se prolongeaient verticalement de fond en comble. Les hautes toitures d'ardoise comportaient des lucarnes ornées.

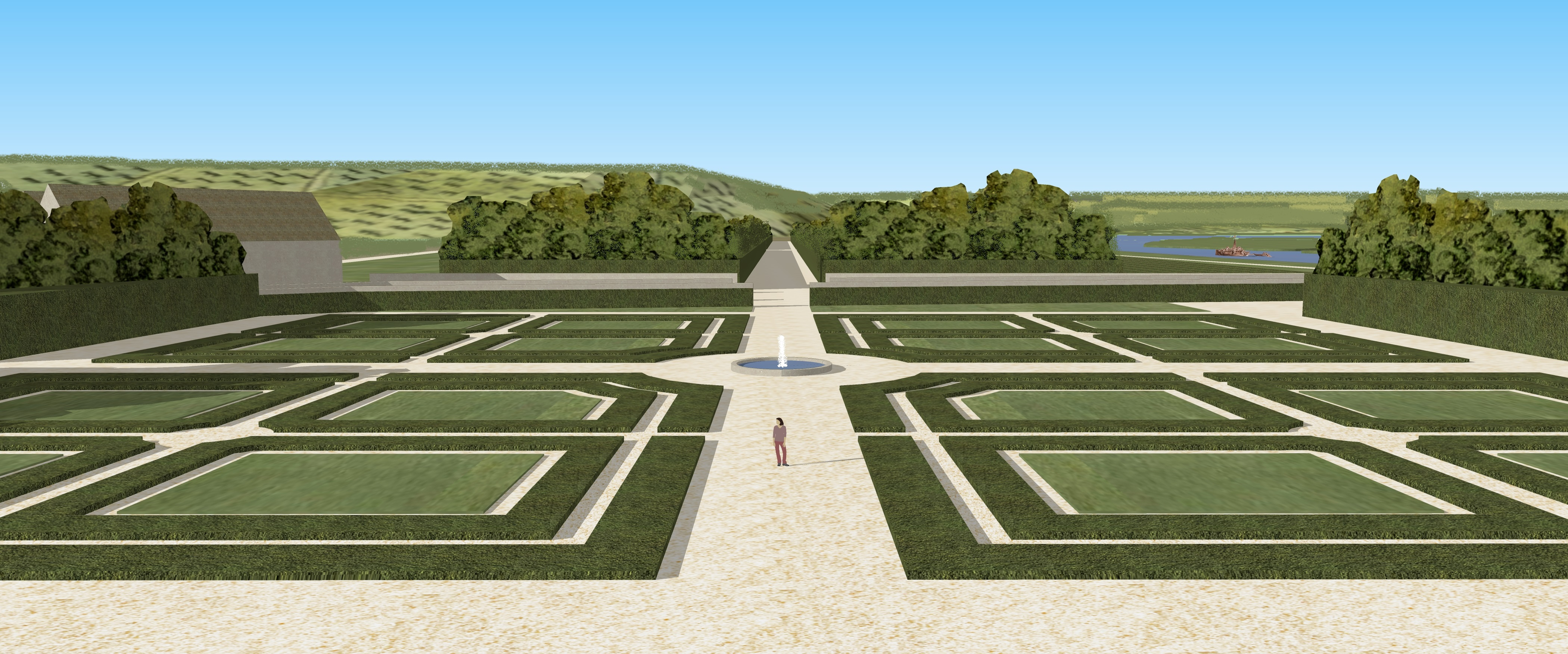
Schéma du parterre du château de Rosny, début du XVIIe siècle.

Le château se dressait au milieu de beaux jardins comprenant divers parterres et des alignements d'arbres.

« Personne n'ignore que c'est lui [Sully] qui a fait bâtir en entier le Château de Rosny, à fossés secs, extrêmement larges, & dont le feu, lorsqu'on y plaçoit une Batterie, se croisoit d'une manière surprenante : chose très-rare en ce temps-là. Il y fit cette belle Terrasse, qui regnoit le-long de la Seine, dans une longueur prodigieuse, & ces grands Jardins, remplis de bosquets & grottes, qui jettoient de l'eau. »

Pendant l'été 1603, Henri IV honore Rosny de sa visite. Sully, entouré de toute sa maison, se porte à la rencontre du roi sur la grande avenue du parc, située dans l'axe de la façade du château, et qui rejoint la route de Mantes. Le roi admire les travaux qui touchent alors à leur terme. Le corps de logis est achevé et les appartements viennent d'être aménagés. Il complimente son ministre sur les belles rangées de jeunes ormes bordant les allées du jardin et, comme ces arbres poussent très lentement, il observe : « Ah ! mon amy, quels beaux ombrages vous aurez là-dessous dans deux cents ans ! »
L'aspect du domaine est connu par une peinture, formant dessus-de-porte, conservée aujourd'hui au château de Villebon à Villebon (Eure-et-Loir), l'une des résidences favorites de Sully.
Sans preuve, on a prétendu que Sully n'avait construit que le corps du fond et les deux pavillons d'angle qui subsistent aujourd'hui, quoique très remaniés. Il semble plutôt que Sully laissât le château inachevé, car « à la mort du roi, son bienfaiteur, il voulut donner une preuve sensible de sa douleur en laissant les ailes imparfaites et dans l'état où elles étaient au moment de ce triste événement ». Pour autant, « la qualité de l'édifice retint l'attention des contemporains, confirmée par un dessin représentant une élévation de ce château conservé dans les collections graphiques du Nationalmuseum, à Stockholm, en Suède. ». « L'absence d'avant-corps et d'ordre antique – contrairement au savant usage dans l'architecture de pierre, inspirée des traités, pendant la période antérieure – concentrait le décor au niveau des lucarnes de pierre, passantes sur la corniche, surmontée de frontons triangulaires ou cintrés, qui rythmaient alternativement les travées dans les parties hautes des façades et à la naissance des hauts combles, dispositions qui se retrouvent dans un second dessin conservé à la Bibliothèque de l'Institut de France. ».
Le décor intérieur devait comporter, selon le goût de l'époque, des plafonds à poutres et solives peintes, des tapisseries aux murs ou bien des revêtements d'étoffes ou de cuirs au-dessus d'un lambris bas d'appui, et sans doute de belles cheminées. Très peu d'éléments subsistent de ce décor d'origine.

### 1718-1817: des Sénozan aux Talleyrand-Périgord
La demeure reste la propriété de la maison de Béthune-Sully jusqu'en 1718, date à laquelle elle est vendue par Henri de Béthune, dernier duc de Sully, au comte François Olivier de Sénozan, intendant général du clergé de France, issu d'une puissante famille de parlementaires, les Olivier de Sénozan.
Il agrandit le domaine en réunissant à la seigneurie de Rosny le fief de la Grand-Maison et au parc du château le terrain occupé par le prieuré de Saint-Wandrille. À cette occasion, il fait redessiner les jardins et effectuer de nouveaux aménagements. La longue terrasse créée par Sully le long du fleuve est reconstituée. Une avenue parallèle est tracée, de l'autre côté des parterres, proche de la route de Rouen.
Il transmet la propriété à son fils, Jean-Antoine, président à la quatrième Chambre des Enquêtes du Parlement de Paris, qui a épousé Anne Nicole, fille du chancelier de France Guillaume de Lamoignon de Blancmesnil.

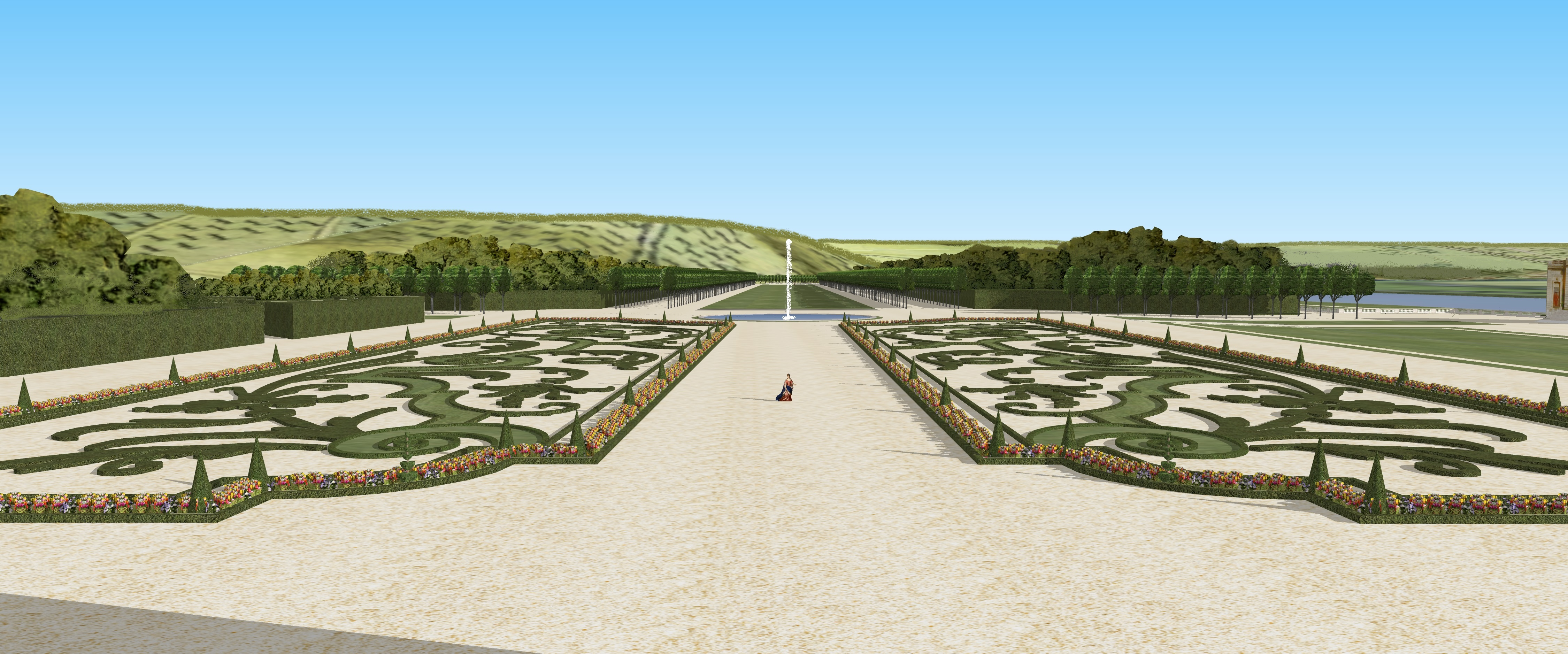
Essai de restitution du grand parterre du château de Rosny, XVIIIe siècle.
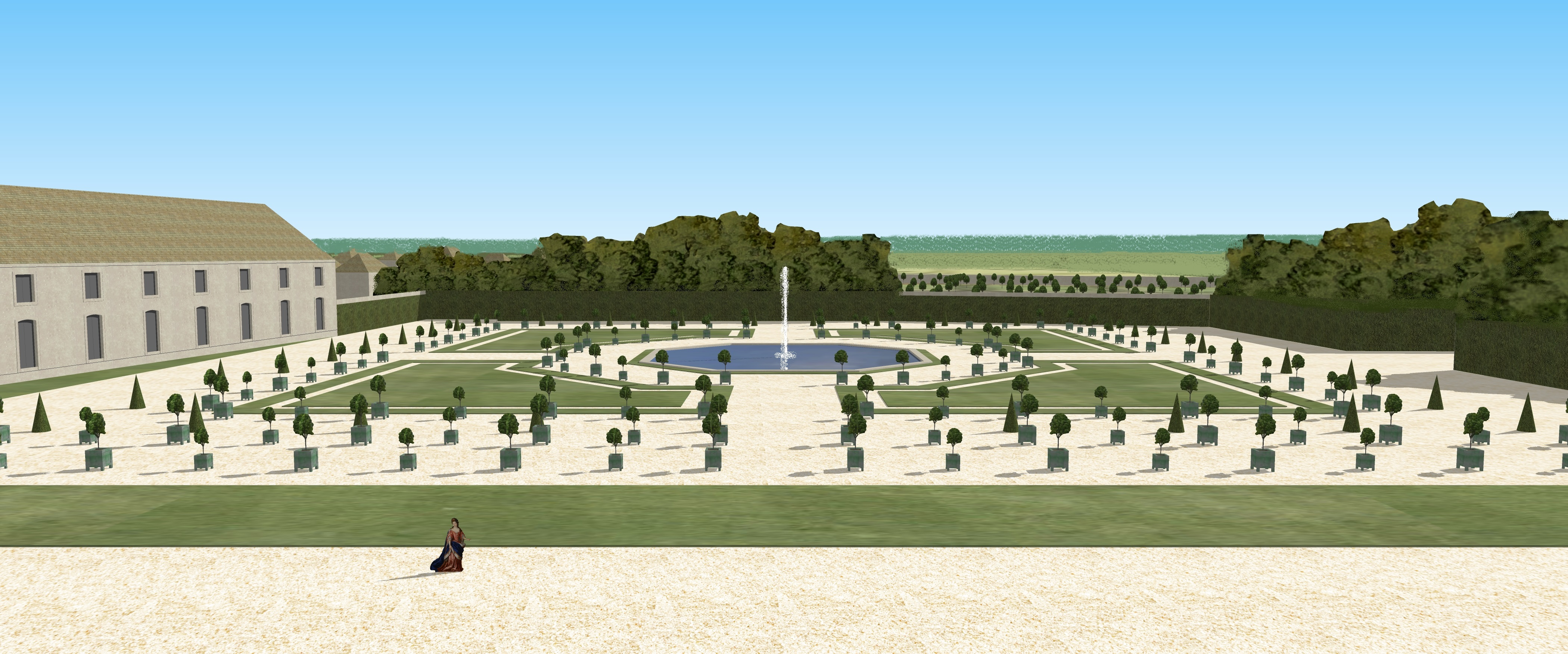
Restitution du parterre de l'Orangerie du château de Rosny, XVIIIe siècle.

En 1747, il fait construire dans le parc, sur la saillie de la terrasse au bord de la Seine, un élégant « pavillon des Bains », ultérieurement transformé en chapelle, dans le goût des ermitages édifiés à l'instar du pavillon du Butard construit en forêt de Fausses-Reposes par Ange-Jacques Gabriel, à qui le pavillon de Rosny est parfois attribué; ce pavillon possède un avant-corps percé d'une baie en plein cintre ornée d'un gracieux mascaron, l'ensemble surmonté d'un fronton triangulaire dont l'intérieur montre des chimères flanquant un vase décoratif ; les baies rectangulaires présentent des agrafes ; un toit plat bordé d'une balustrade couvre l'édifice. Une grille monumentale en fer forgé, toujours en place, est placée à l'entrée du domaine, entre des pilastres ornés d'ailerons à volutes ; elle porte en son sommet un médaillon représentant en bas-relief un bovin couché encadré de gerbes de blé, en hommage à Sully.
La petite-fille du président de Sénozan, Madeleine Sabine de Sénozan-Viriville, épouse en 1778 le comte Joseph-Archambaud de Talleyrand-Périgord, frère cadet de Charles-Maurice de Talleyrand-Périgord, et fait entrer Rosny dans les possessions de la maison de Talleyrand-Périgord.
Une ordonnance royale rendue à cette occasion le 20 août 1779 indique que le domaine de Rosny s'étendait alors sur presque toute la contrée : Gassicourt, Perdreauville et son hameau Apremont, Boissy-Mauvoisin, Ménerville, La Villeneuve-en-Chevrie, Le Ménil-Renard. Les Talleyrand-Périgord font construire dans la partie Ouest du parc une « maison rustique » à la manière de celles du hameau de Trianon de Versailles.
Sous la Révolution française, le comte Joseph-Archambaud de Talleyrand-Périgord émigre et ses biens sont mis sous séquestre. La propriété est restituée à ses enfants en 1796; Edmond de Talleyrand-Périgord, futur duc de Dino, en hérite en 1808.

### 1818-1830: la duchesse de Berry

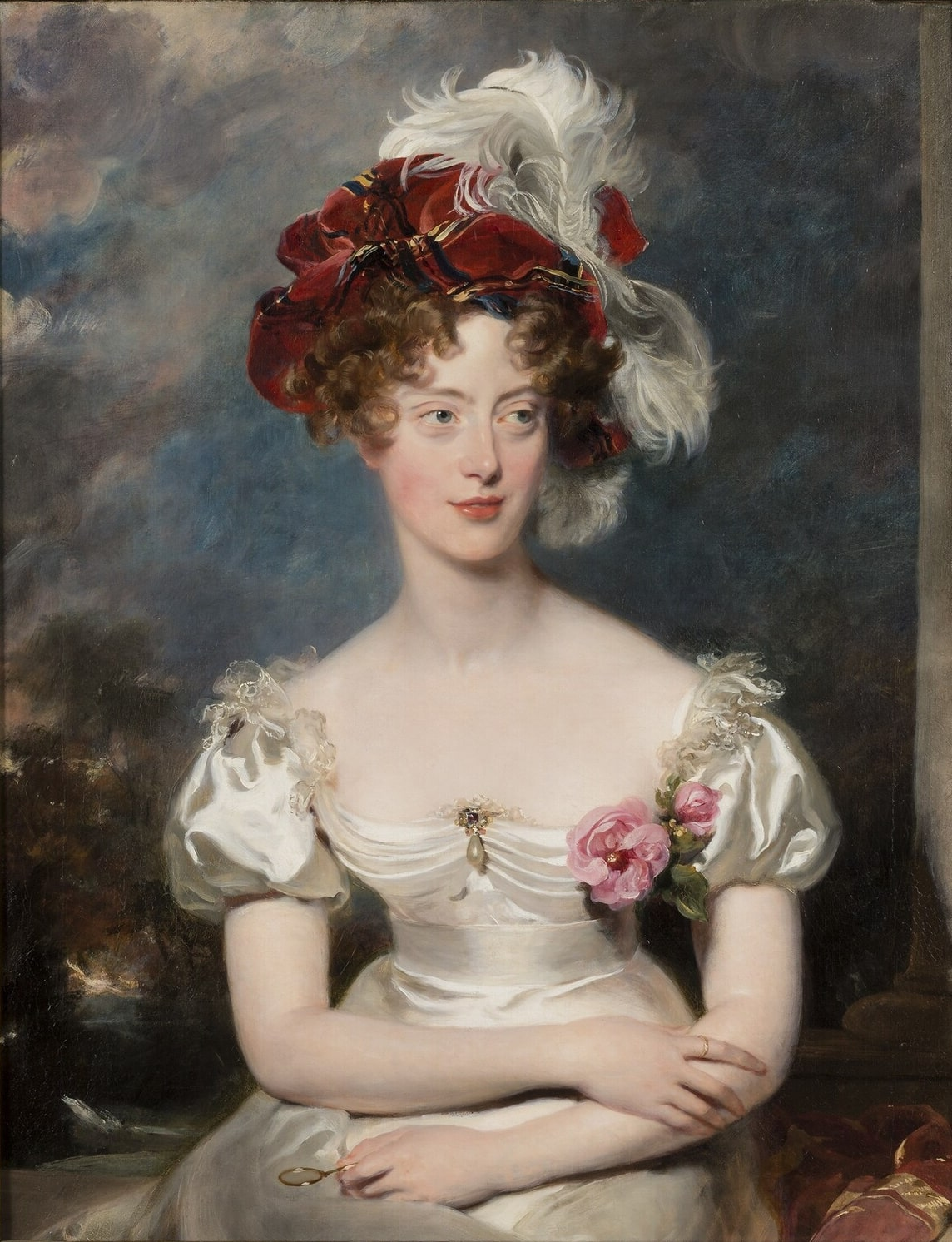
La duchesse de Berry,
portrait par Thomas Lawrence.

Vendu en 1817 par Edmond de Talleyrand-Périgord, neveu du ministre, à un négociant parisien, Louis Mourraux ou Mourault, le domaine est racheté en 1818 par le duc de Berry, fils du comte d'Artois et époux de Marie-Caroline des Deux-Siciles pour la somme de 2 500 000 francs.
Le duc et la duchesse sont soucieux de s'affranchir du protocole écrasant des Tuileries, mais le jeune couple profite peu du domaine puisque le prince est assassiné deux ans plus tard, le 13 février 1820.
La duchesse de Berry est très attachée à ce domaine où elle a vécu deux brèves années de bonheur conjugal. Le souvenir de Sully y convoque celui d'Henri IV, le « bon roi Henri », premier souverain de la maison de Bourbon dont la Restauration chérit la mémoire : l'enfant posthume du duc de Berry, le duc de Bordeaux, est prénommé Henri et l'on aime à le représenter en costume Renaissance.

#### Les transformations sur le bâti
La duchesse de Berry fait faire à Rosny de grands travaux par son architecte attitré, Joseph-Antoine Froelicher. Il dirige la restauration complète des façades : rejointoiement et remplacement des pierres abîmées, rebriquetage en plâtre rouge, peinture des croisées à grands carreaux des persiennes et des garde-corps en gris.
Le paysagiste François Edmée Ricois (1795-1881) a donné en 1823 une Vue du château de Rosny (Sceaux, musée de l'Ile-de-France).
En 1826 la duchesse fait achever la construction des ailes laissées, selon la tradition, inachevées par Sully à la mort d'Henri IV, à moins qu'elle ne les fasse purement et simplement reconstruire.
Elles comporteront alors quatre niveaux, comme le montrent les panneaux peints par Storelli d'une table à ouvrage commandée par la princesse ou encore la peinture de Corot Rosny, le château de la duchesse de Berry.
Dans la première aile, dite aile de Sully ou de Madame, du côté de la Seine, on installe la chapelle ainsi qu'un « salon chinois » peint en noir, or et vermillon, où la princesse dispose sa collection d'objets en laque.
Les étages supérieurs abritent les appartements de la dame d'honneur, des dames d'atour et des pièces de service. La deuxième aile, dite aile du Gouverneur, abrite les appartements du comte de Mesnard, premier écuyer de la duchesse, du marquis de Sassenay, secrétaire des Commandements, et des sœurs Brown, Charlotte, comtesse d'Issoudun, et Louise, comtesse de Vierzon, issues de la liaison du duc avec Amy Brown (1783-1876) pendant l'émigration et que la duchesse a adoptées comme ses filles après son assassinat, ainsi que de nombreux appartements d'invités.
En 1828 la duchesse fait agrandir la demeure en faisant élever devant la façade d’entrée un grand avant-corps d’un seul niveau couvert d’une terrasse qui double côté cour le corps de logis central dans toute sa longueur et ménage trois vastes pièces supplémentaires. Cet avant-corps reprend l'appareillage du château en brique et pierre de Chérence.

#### L'agencement intérieur et l'ameublement
Les intérieurs sont remis au goût du jour, mais en veillant à une certaine simplicité, éloignée de la pompe et du faste des maisons royales. La décoration du château fait l'admiration des contemporains comme la duchesse de Maillé, dame pour accompagner de la duchesse, qui note dans ses Souvenirs après un séjour qu'elle y effectue en 1828 : « Rien ne peut être comparé au mobilier de Rosny et Madame a fort bon goût. »
Bailly, peintre breveté de la duchesse, établi rue Sainte-Avoye à Paris, est chargé de repeindre toutes les pièces dans des teintes claires. Son tapissier Grandjean, établi 75 rue Sainte-Anne, réalise des rideaux et draperies en toile de Jouy
L'ébéniste Jacob Desmalter complète l'important mobilier d'acajou de style Empire laissé sur place par le duc et la duchesse de Dino.
Les salons du rez-de-chaussée reçoivent des meubles et objets d'art exceptionnels comme un guéridon en porcelaine de Sèvres et bronze doré, ainsi qu'une pendule astronomique en Sèvre couronnée des profils de Diane et Apollon acquise par Louis XVIII à l'exposition des produits des manufactures de 1822.
- La bibliothèque, pièce de prédilection de la duchesse, est ceinturée par huit grandes armoires vitrées, en acajou, surmontées de bustes de philosophes. Ses croisées sont garnies d'une toile de Jouy cramoisie à losanges doublée de toile à motifs de cachemire. Son mobilier comprend six fauteuils et six chaises garnis de maroquin rouge. Elle renferme quelque 8 000 volumes richement reliés entre autres par Simier, parmi lesquels on trouve des ouvrages d'histoire, de botanique, des récits de voyages, des albums d'estampes, la littérature française et étrangère, notamment la collection complète des romans historiques de Walter Scott, très appréciés par la duchesse[30].
- Le billard a des murs peints en vert olive et des fenêtres garnies de rideaux de toile de Jouy verte, elle-même garnie de bordure à « impression Cachemire ». La même toile de Jouy recouvre les sièges de la pièce soit deux banquettes, huit fauteuils et huit chaises. En son centre est placé un grand billard français en acajou à ornements dorés, surmonté par une suspension en bronze doré fournie par le lampiste Compain en avril 1821[31] ;
- La salle à manger, chauffée par un grand poêle en faïence à la Suédoise, est peinte en ton de pierre. Elle reçoit des rideaux de toile de Jouy amarante avec bordure façon cachemire. Une grande table d'acajou surmontée d'une imposante lanterne en cuivre doré est entourée de vingt-quatre chaises en noyer garnies de maroquin rouge;
- Le vestibule central comporte des portes et croisées peintes en vert bronze avec « frottis de couleur ». Il célèbre la gloire de Sully dont le portrait en médaillon entouré de trophées militaires, vient couronner le cadre en bois doré et sculpté du miroir de 3 m x 3,50 m que la Compagnie de Saint-Gobain lui a fourni après sa visite de 1822. Deux tapisseries des Gobelins relatent des faits d'armes d'Henri IV[32];
- L'appartement de la duchesse se trouve au premier étage du château dans le pavillon du côté de la Seine, appelé depuis lors Pavillon de Madame; il comprend un cabinet, une antichambre, un cabinet de garde-robe, un cabinet d'aisance, une salle de bains et la chambre de la princesse;
  - La chambre de la duchesse est peinte en gris blanc, sauf l'alcôve décorée d'une frise à la détrempe. Elle prend jour par trois croisées aux rideaux de toile de Jouy à rosaces rouge et jaune sur fond bleu bordés de franges à boules jaunes et carmélite[31]. L'ornement le plus remarquable en est la table de toilette en cristal et bronze[33] qui avait reçu une médaille d'or à l'exposition de 1819[34]. Sur la cheminée, la duchesse fait placer une pendule en forme de lyre également en cristal et bronze doré. Au sol, un grand tapis velouté fin à décor de fleurs et fruits sur fond orangé bordé de palmettes en grisaille de la manufacture de Vayson[35];
  - La salle de bains attenante, est particulièrement soignée; en 1821, elle est entièrement tendue d'une toile écrue qualifiée de très belle, rehaussée de galons, franges et câbles de soie bleue[35]. Le bronzier Feuchère fournit en 1828 pour la baignoire d'exceptionnels ornements à double col de cygne en bronze doré mat et bruni. Il livre également deux encoignures « à quadrille découpé » et un feu à décor de cygnes tenant une guirlande dans leurs becs, tous deux en bronze finement ciselé vert antique et doré à l'or moulu. Il orne le linteau de la cheminée de trois médaillons de bronze représentant le duc de Berry entouré de ses deux enfants[27]. La duchesse y fait placer « une fine pendule en albâtre de Fulbert représentant une muse et deux vases en porcelaine à fond bleu lapis avec bouquets artificiels sous cage de verre »[36];

L'avant-corps élevé en 1828 présente en son centre un vestibule à colonnes cannelées peint en trois tons de pierre, le plafond bleu d'azur et l'ensemble des portes, croisées et volets « en couleur bois », meublé de quatre banquettes et douze tabourets peints en vert bronze, les murs garnis de « quatre trophées d'armes chevaleresques de Philippe Auguste jusqu'à Henri IV » achetés en 1829. De part et d'autre de ce vestibule, deux pièces sont dévolues au service de la duchesse : un salon des Officiers et une antichambre des valets de pied.
La duchesse de Berry y rassemble une importante collection de tableaux de 600 pièces en 1830 placée sous la responsabilité d'un conservateur, Féréol Bonnemaison, puis, à partir de 1827, le chevalier de Laurencel ; on y trouve des œuvres de peintres contemporains tels que Jean-Louis Ducis, Marie-Philippe Coupin de La Couperie, Charles Marie Bouton, François Marius Granet ou Nicolas Antoine Taunay.
Elle réunit également un cabinet de curiosités, avec le concours des meilleurs spécialistes du Muséum.

#### L'aménagement du parc

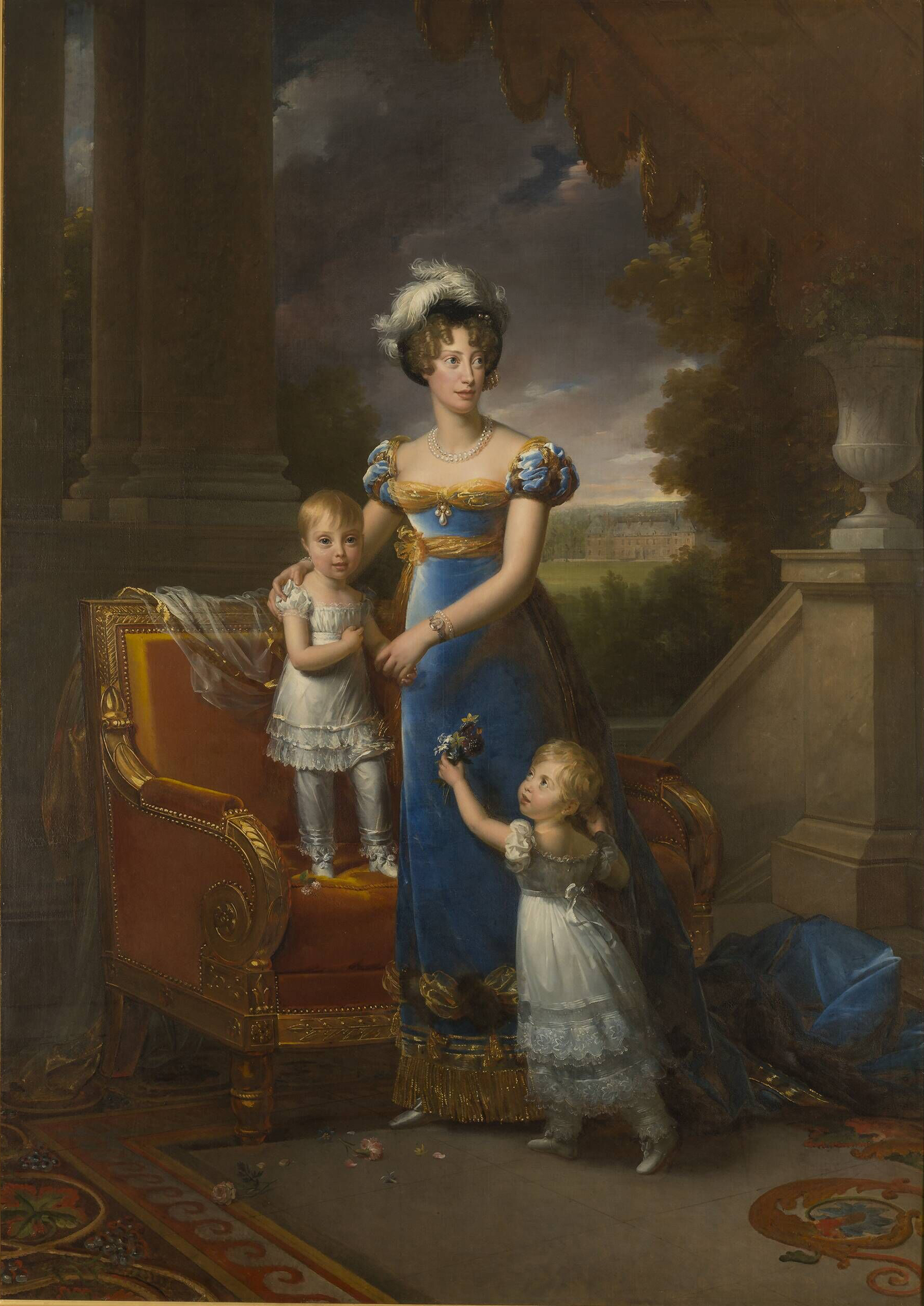
Baron Gérard, La Duchesse de Berry et ses enfants, 1822, château de Versailles : Dans le lointain, on aperçoit le château de Rosny.

Le parc fait l'objet des soins attentifs de la princesse, très férue de botanique. Il est totalement redessiné « à l'anglaise », dans le genre pittoresque, selon la tradition sur des dessins du peintre Eugène Isabey.
Dès 1820, la duchesse de Berry s'engage dans d'importantes plantations : en septembre, elle fait livrer 3 600 arbres par Michault, pépiniériste à Vitry.
Une seconde campagne de plantations est effectuée entre le 1er juillet et le 31 décembre 1821 par le jardinier Chapelle, rue du Faubourg-du-Roule à Paris. En juin 1821, pour agrémenter les abords du château, 49 orangers, citronniers, lauriers et grenadiers en caisses sont acheminés par le canal de Briare, ainsi que de nombreux arbres, 300 livres de gazon anglais et des centaines de plantes colorées et parfumées pour créer des bordures. La princesse cherche également à acclimater à Rosny des arbres et plantes exotiques qu'elle choisit dans le jardin de collection botanique de Louis Claude Noisette : crinum d'Afrique du Sud, kaki de Chine, gloxinia du Pérou ou metrosideros de Nouvelle-Zélande.
Une dernière campagne de plantations a lieu en 1826 : elle concerne 4 793 sujets issus des pépinières du château, situées près du potager, essentiellement des arbustes d'ornements à fleurs et quelques centaines d'arbres à feuilles caduques et de résineux.
Le vaste jardin potager, de l'autre côté de la route de Rouen, derrière l'orangerie, permet de faire pousser toutes sortes de légumes et de fruits. La duchesse de Berry aime particulièrement les fraises dont elle fait planter 14 000 pieds de huit variétés différentes.
La serre chaude aménagée en 1824 permet de faire pousser citrons, melons et ananas.
Le parc est peuplé de cerfs, de daims et même de biches naines venues d'Asie centrale et de kangourous, comme l'impératrice Joséphine en avait à la Malmaison. Ceux-ci sont installés dans un enclos en forme de chaumière construit par Froelicher à partir des grumes du parc. Ce pavillon comporte même un salon de repos où la princesse et sa suite peuvent se tenir pour observer et nourrir les animaux.
La duchesse possède également un troupeau qui compte en 1821 47 têtes dont 9 béliers, 4 agneaux, 17 agnelles et 17 brebis, qui paissent en liberté dans le parc, ainsi que 7 chevaux corses et 3 ânes.
Le domaine fournit du gibier en abondance : lièvres, faisans, lapins, bécasses, canards.
Le plus grand chantier de la princesse est la « rivière anglaise » enjambée par deux ponts, avec cascade artificielle en rocaille, qu'elle fait aménager dans l'esprit de celle que la reine Marie-Antoinette, grand-tante de la princesse, avait fait creuser au Petit Trianon.
Entrepris en 1824, les travaux durent plus de deux ans et coûtent la somme très élevée de 68 531 francs. Ce projet est mené sans le concours d'un paysagiste de renom, par les seuls entrepreneurs habituels de la duchesse qui dépêche son jardinier en chef à Versailles durant deux jours « pour prendre connaissance des rivières du Petit Trianon ».
Un pré-inventaire (jardin remarquable, documentation préalable) est réalisé en 2003.

#### La vie quotidienne à Rosny
« L'existence de madame la duchesse de Berry ne partageait pas la monotonie de celle des autres princes, écrit la comtesse de Boigne. Dès longtemps elle avait repoussé ses crêpes funèbres, et s'était jetée dans toutes les joies où elle pouvait atteindre. Son deuil avait été un prétexte pour s'entourer d'une Cour à part. Elle avait eu soin de la choisir jeune et gaie. Le monument et la fondation pieuse qu'elle élevait à Rosny, pour recevoir le cœur de son mari, l'y avaient attirée dans les premiers temps de sa douleur. Les courses fréquentes devinrent des séjours. Elle y reçut plus de monde ; elle se prêta à se laisser distraire et, bientôt, les voyages de Rosny se trouvèrent des fêtes où l'on s'amusait beaucoup. Rien n'était plus simple. »
Même si la duchesse de Berry mène à Rosny une vie plus libre et moins corsetée d'étiquette qu'aux Tuileries, elle y dispose d'une véritable maison, organisée en quatre grands départements :
- La maréchale-duchesse de Reggio, née Eugénie de Coucy (1791-1868)[51], femme du maréchal Oudinot, est la dame d'honneur de la princesse. Elle est assistée de huit dames pour accompagner et est responsable de 39 domestiques parmi lesquels huit femmes de chambre, deux valets de chambre, deux huissiers, cinq frotteurs, deux feutiers et un suisse, qui composent le service de la chambre, de la lingerie et la bougie de la princesse.
- Le duc de Lévis (1764-1830), en tant que chevalier d'honneur, a la supervision des 17 « domestiques de bouche » de la princesse, comprenant le service de table, l'argenterie, l’échansonnerie, l'office et la cuisine.
- Louis Charles Pierre Bonaventure , comte de Mesnard (1769-1842), maréchal de camp, en tant que Premier Écuyer, a autorité sur les 73 piqueux, postillons, cochers, valets de pied, garçons d'attelage et palefreniers qui composent les écuries; il est aussi le gouverneur de Rosny et, à ce titre, supervise l'organisation et l'intendance du château, notamment la gestion des quarante appartements à la disposition de la duchesse et de ses invités.
- M. Molinos a la responsabilité du domaine, comprenant 1 200 hectares de forêt et de nombreuses fermes, mais aussi de l'entretien du château. Il a autorité sur un personnel qui comprend 36 personnes en 1830 : 12 gardes, un lampiste, un pompier, un garçon de château, 5 jardiniers, 2 charpentiers de bateaux, 2 concierges, 2 portiers, un postier, 2 filles de basse-cour, 2 garçons de faisanderie, un charretier, 2 garçons d'écurie, un horloger, un taupier.

Le billard est le divertissement favori de la duchesse, qui passe pour exceller à ce jeu, et de ses invités. Le soir ou en cas de mauvais temps, les dames s'adonnent à des travaux d'aiguilles.
Des bals et des concerts sont organisés sous la direction du compositeur Ferdinando Paër, directeur de la musique de la princesse. On trouve au château de nombreux instruments de musique. Le parc est équipé de nombreux jeux.
La duchesse, accompagnée de son chien Foliche et de ses dames de compagnie, notamment la comtesse de La Rochejaquelein, se livre également à la chasse au lapin dans le parc.
Elle apprécie les promenades en bateau sur la Seine, pour lesquelles elle dispose d'une goélette et d'un yacht à douze rameurs commandés par un officier de marine dont la cabine est aménagée en vaste salon blanc et or.
Le château de La Roche-Guyon, tout proche, ou les ruines de Château-Gaillard aux Andelys, constituent des buts favoris de promenade.

### 1830-1869: le comte Le Marois

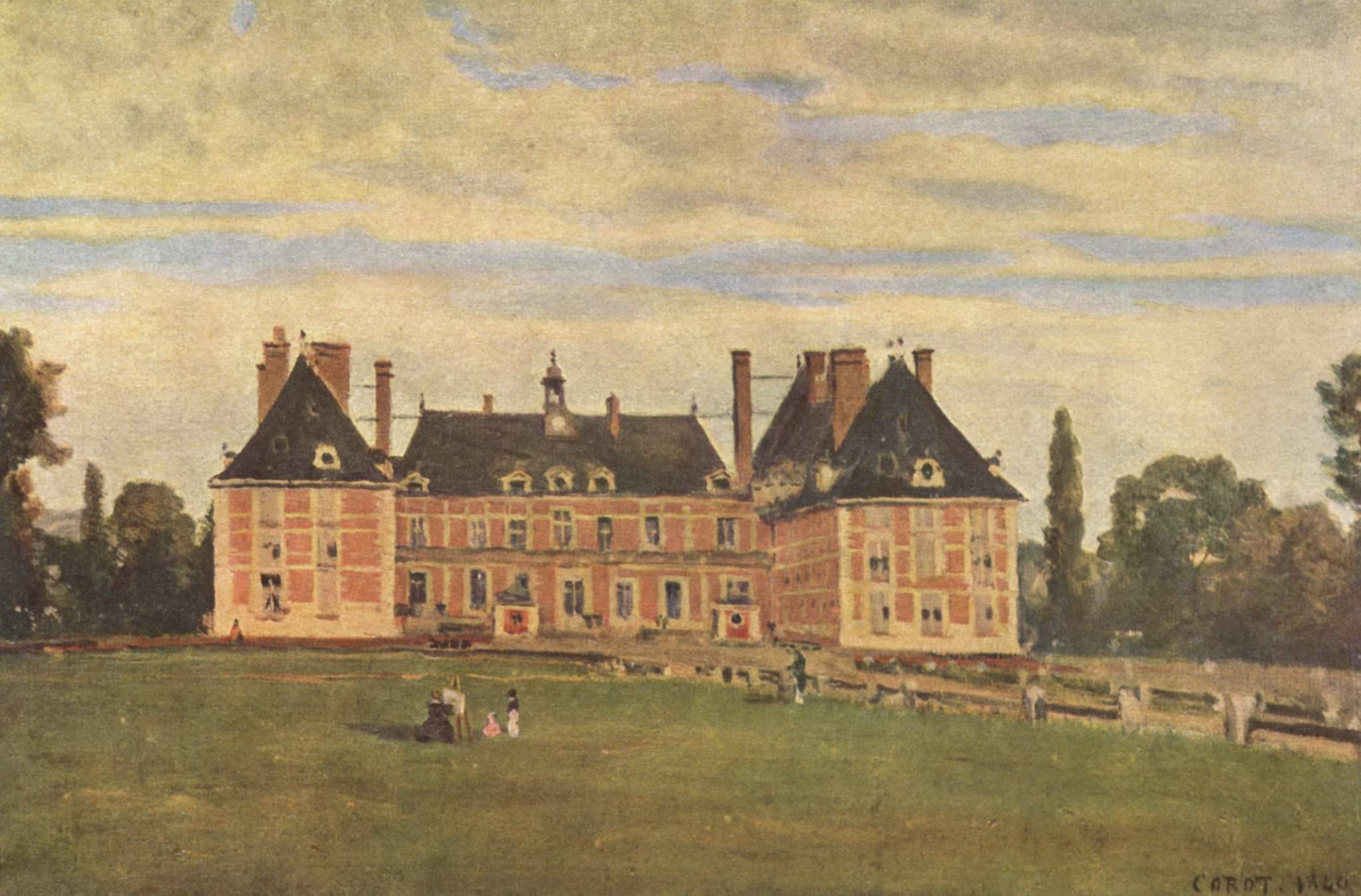
Le château en 1840,
peint par Jean-Baptiste Camille Corot.

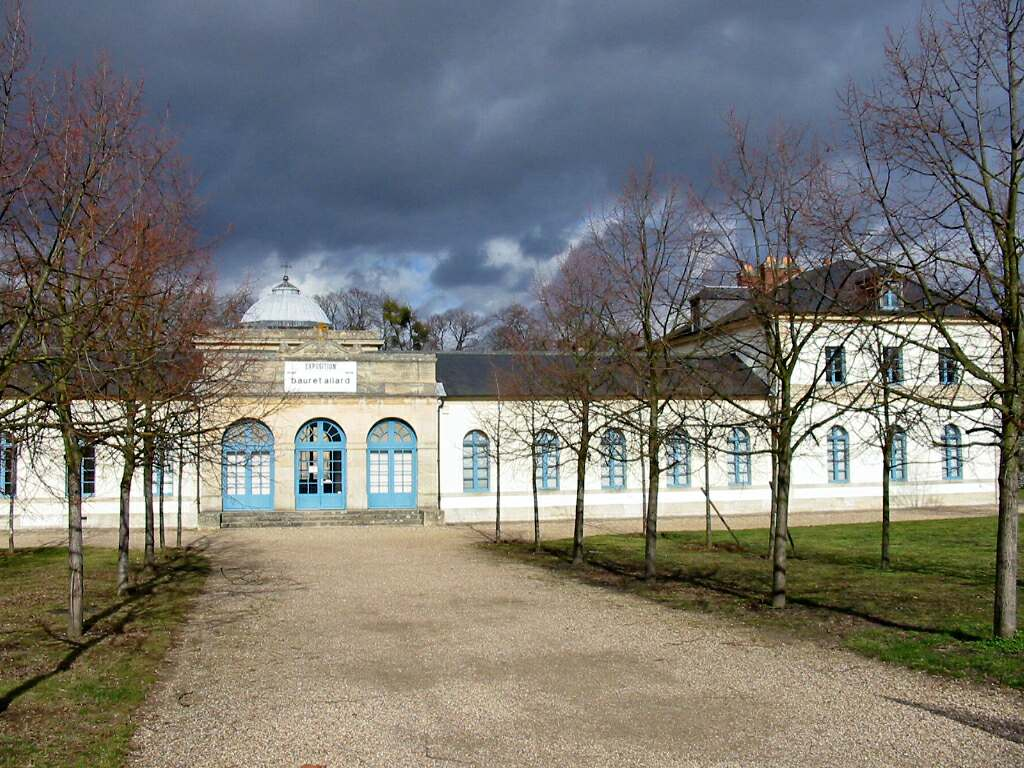
L'hospice Saint-Charles.

Lorsqu'elle quitte la France avec Charles X à l'été de 1830, la princesse recommande particulièrement son « cher Rosny » à sa tante, la reine Marie-Amélie.
Quand, de son exil autrichien, elle a perdu tout espoir de revenir en France, elle fait vendre aux enchères à Paris en 1836 et 1837 l'important mobilier, les objets d'art et de collection, livres et objets d'art que contient la demeure.
La duchesse ne conserve en propre que l'hospice Saint-Charles qu'elle a fait construire dans les années 1820 en lisière du parc, dans la chapelle duquel elle a fait déposer, par faveur exceptionnelle de Louis XVIII, le cœur de son époux.
Vingt-cinq ans plus tard, la duchesse perdait à deux mois d'intervalle (début 1864) sa fille Louise Marie Thérèse, duchesse de Parme (qui porta en 1830 le titre de comtesse de Rosny) et son second époux le comte Hector Lucchesi-Palli, qui l'avait ruinée - six millions de francs de dettes - et dut alors demander secours à son fils, qui conditionna son aide financière à l'obligation de réduire un train de vie dispendieux d'où la vente de son palais vénitien, de son hôtel de Graz et de la majeure partie de ses bijoux, meubles et tableaux. Elle mourut au château de Brünnsee le 16 avril 1870.
En 1836-1837, le château et son domaine furent vendus au banquier anglais Stone lequel le céda à son tour à une compagnie anonyme d'agents d'affaires; le domaine fut alors morcelé et le château en passe d'être démantelé.
C'est alors que le comte Le Marois (1802-1870) se présente comme acquéreur en 1840, sauvant le bâtiment de la destruction totale. Les voûtes des caves des ailes surélevées par la duchesse de Berry s'ouvrant, elles menacent de s’effondrer, il les fait abattre en 1846, laissant le reste de la construction dans l'état où on peut le voir actuellement; c'est également lui qui transfère l'oratoire qui se trouvait dans l'une des ailes dans le pavillon des Bains du parc.

### 1869-1955: la famille Lebaudy
En 1869 le château est acquis par Gustave Lebaudy (1827-1889), issu d'une puissante dynastie sucrière, qui dirigeait la raffinerie familiale.
Il restaure intégralement la demeure et l'entretient avec un soin extrême, s'efforçant de racheter meubles, tableaux, tapisseries et objets d'art ayant appartenu à deux de ses propriétaires les plus illustres, le duc de Sully et la duchesse de Berry. C'est ainsi que jusqu'en 1993, le château renferme ainsi une série de six tapisseries, la célèbre tenture de Psyché, ayant appartenu au ministre d'Henri IV, et divers meubles et objets, parmi lesquels le mobilier du salon de la duchesse de Berry.
Le fils de Gustave, Paul Lebaudy (1858-1937), hérite de Rosny à la mort de son père et fait aménager les communs pour héberger ses écuries et la meute de chiens de son célèbre équipage (1891-1936) qui découple dans la forêt domaniale de Rosny.
Vers la fin du XIXe siècle, il fait recréer des jardins à la française sur le parterre Nord par le célèbre paysagiste Achille Duchêne.
Après sa mort, le château passe à sa seconde épouse Clotilde, fille du comte Murat ; le château est classé Monument historique en 1941. En 1947, il accueille la 11e conférence mondiale du scoutisme. Mme Paul Lebaudy meurt en 1949.
En 1955, son fils Jean Lebaudy, président de l'entreprise sucrière Lebaudy-Sommier, vend le château en y laissant « à perpétuelle demeure » — formule dite de courtoisie sans valeur juridique, comme la suite le montrera — l'ensemble des biens mobiliers à caractère historique que sa famille y a rassemblés.

### L'époque contemporaine

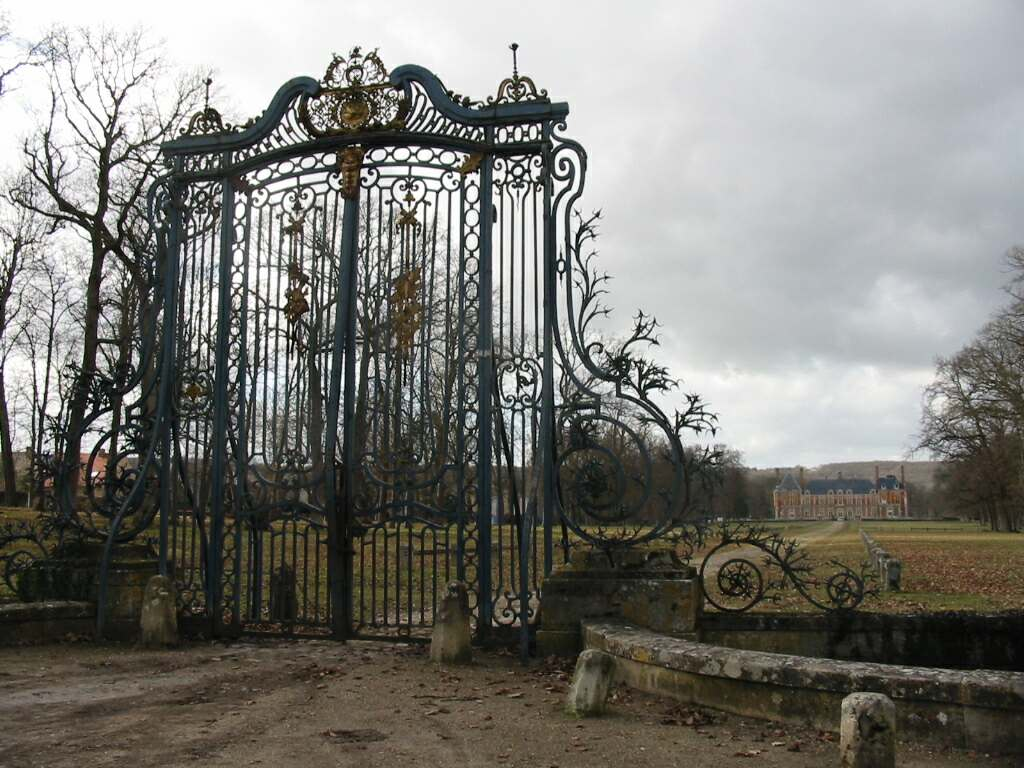
Le château vu depuis la grille d'entrée en 2006.

Le château est acquis en 1955 par le docteur Hertz qui aménage dans les communs un centre de rééducation fonctionnelle, sa veuve continuant à habiter le château jusqu'en août 1984.
De 1962  à 1969, le château sert de cadre au tournage de plusieurs films pour le cinéma.
Un timbre poste est édité en 1981 présentant le « Château de Sully de Rosny-sur-Seine ».
Acquis en décembre 1984 pour sept millions de francs (1 067 143 euros) par la société japonaise Nippon Sangyoo, en même temps que neuf autres domaines dont ceux de Louveciennes et Millemont dans le même département des Yvelines. Ces multiples acquisitions avaient pour objet la constitution d'un patrimoine hôtelier pour accueillir les nombreux touristes asiatiques en Europe,.
La société japonaise propriétaire lance au début de nombreux travaux de restauration du château et du parc (replantation de la grande allée de tilleuls bordant la N13) puis devant de lourds problèmes financiers procède à la mise en vente du mobilier, dont plusieurs éléments sont classés d'office par décret du 6 septembre 1990 pour éviter la sortie du territoire.
Une première vente a eu lieu à Drouot le 18 octobre 1993 par Me Rogeon, au cours de laquelle le mobilier du grand salon de la duchesse de Berry, comprenant trente-trois pièces, est adjugé pour une somme de 750 000 francs (114 337 euros). Cet ensemble "attribué à Honoré-Georges Jacob Desmalter" figure dans la vente intitulée "Souvenirs historiques" de Millon OVV le 26 avril 2024 à Paris (reprod . coul d'une bergère dans le n°15 de "La Gazette Drouot" du 12/04/2024, p.69).
Lors de la seconde vente, le 14 mars 1994, l'État préempte pour un montant de 910 000 francs (138 729 euros) les six pièces de la « Tenture de Psyché» aux armes des Sully, pour le compte du département du Loiret, afin de les présenter au musée départemental du château de Sully-sur-Loire.
Deux tapisseries de Bruxelles de la première moitié du XVIIIe siècle, « le Triomphe d'Alexandre » et « Aristide préparant un sacrifice aux dieux », faisant partie de la « Tenture des Hommes Illustres » provenant des ateliers des Leyniers sont préemptées pour le compte de la commune de Rosny-sur-Seine au prix de 453 763 francs (69 176 euros), frais compris, grâce à une subvention du département des Yvelines de 170 000 francs (25 916 euros), et une subvention du ministère de la Culture de 100 000 francs (15 245 euros).
Le château souffre par ailleurs d’une absence totale d’entretien et de surveillance qui entraîne de nombreuses effractions suivies de vols et de déprédations. En 1992, douze vases « Médicis » ainsi qu'une statue de Bacchus sont volés, celle-ci étant retrouvée deux ans plus tard est réinstallé par le propriétaire en 2003. En janvier 1996, le Service Départemental de l'Architecture et du Patrimoine constate l'enlèvement d'une des cinq toiles de l'atelier d'Hubert Robert ainsi que deux des écoinçons de la grande glace du salon.</ref>.
En 1992, les démarches entreprises auprès du propriétaire en vue d'assurer l'entretien courant et la restauration du château étant restées sans effet, la direction régionale des Affaires Culturelles d'Île-de-France enjoint à la société japonaise de réaliser les travaux de réfection de la toiture du corps central du château. Celle-ci propose alors de financer cette intervention d'un montant de 1 925 000 francs (393 464 euros), à hauteur de 70 % mais ce projet ne connaît aucune suite concrète.
En 1995 et 1996, le Service départemental de l'architecture et du patrimoine procède bien tardivement à plusieurs reprises à la condamnation des accès du château et du pavillon des Bains pour un coût global de 104 350 francs (15 908 euros).
Mais l'absence de gardiennage aboutit à l’incendie du 24 janvier 1997. Le feu prend aux premier et deuxième étages du pavillon latéral Nord et se propage rapidement aux combles de ce pavillon puis se transmet à la charpente du corps de logis principal, détruisant en partie les aménagements intérieurs.
Le 9 juin 1997, la commission supérieure des monuments historiques émet un avis favorable à la mise en place de la procédure de mise en demeure du propriétaire du château de Sully d’exécuter des travaux de stricte conservation afin de sauver de la ruine le monument gravement endommagé par l'incendie. Face à la carence du propriétaire, le ministère de la Culture et de la Communication décide l’exécution d’office de ces travaux sous la maîtrise d’œuvre de Bruno Chauffert-Yvart, chef du Service Départemental de l’Architecture et du Patrimoine.
Le montant total de ces travaux achevés en 1998 s’élève à 872 835 francs (133 062 euros), pris en charge pour moitié par le ministère de la Culture et de la Communication et l'autre moitié fait l'objet d'une prise d'hypothèque sur le château qui sera remboursé par la société japonaise lors de la vente du domaine. Ces travaux réalisés principalement sur le pavillon Nord et le corps de logis endommagés par l’incendie ont consisté en interventions sur la maçonnerie, la charpente, ainsi que la pose d’une couverture provisoire en tôle.

### 1998-2016: Bernard Anthonioz, mécénat
Au début de 1998, la Nippon Sangyoo cède le château à Bernard Anthonioz, déjà propriétaire du Château de Courcelles de Courcelles-sur-Vesle dans le département de l'Aisne, de le restaurer puis l'aménager en relais-château de prestige, en étroite liaison et sous le contrôle des services compétents de la Direction régionale des Affaires culturelles.
Dès juin 1998, Bernard Anthonioz installe un gardiennage 24 heures sur 24, commande une étude préalable pour la restauration du clos, du couvert et des structures à Bernard Fonquernie, architecte en chef des Monuments historiques et une étude historique complète du domaine au cabinet Grahal. Il lance les travaux de strict entretien du parc sous la direction de Jacques Messin, paysagiste reconnu des Monuments historiques (château de Breteuil, Champ-de-Bataille, Courcelles-sur-Vesle, Hôtel Métropole Monte-Carlo, etc.) à qui il confie une étude sur sa réhabilitation dans son état original. Celui-ci découvre que le parc imaginé par la duchesse de Berry est toujours présent sous une végétation envahissante. La tempête de fin 1999 entraîne de gros dégâts dans le parc planté d'arbres très âgés et les trois jardiniers pendant plus de deux ans ne sont pas de trop pour remettre le parc en état.
Immédiatement après son acquisition, Bernard Anthonioz engage la restauration générale de la toiture, de la charpente et des lucarnes en pierre du corps central incendié sous la direction de l'architecte en chef des Monuments historiques; travaux qu'il finance entièrement sur ses deniers personnels pour plus d'un million d'€uros. Le château se retrouve alors sous un immense échafaudage-parapluie.
Les travaux sont réalisés sous maîtrise d'ouvrage du nouveau propriétaire en faisant appel à des professionnels hautement qualifiés :tailleurs de pierre, maçons, menuisier, jardiniers... Lesquels entreprennent le nettoyage, la purge des dégradations consécutives à l'incendie et les travaux de conservation-restauration du monument.
Sous la direction de Philippe Oudin, architecte en chef des monuments historiques, Architecte du patrimoine, d'autres travaux suivront : la restauration des douves (contrescarpes), lancée à l'aide des techniques traditionnelles (mortier de chaux mélangé à de la brique pilée comme au XVIe siècle), un des petits pavillons d'entrée est totalement restauré ainsi que le saut de loup jouxtant la grille d'honneur, celui du pavillon des Bains, des murs d'enceinte sont repris. La purge complète du pavillon Nord étant terminée, une nouvelle toiture est réalisée.
En vue de la restauration et / ou du remplacement des menuiseries extérieures, Bernard Anthonioz, commande à Claude Landes, l'unique expert en menuiseries anciennes, une étude complète sur les croisées du château et du pavillon des Bains. Celui-ci découvre, authentifie et date la seule croisée à doucine encore existante, contemporaine des grands travaux entrepris par les Senozan entre 1717 et 1720 et détermine la couleur originale des menuiseries.
Depuis 1998, le strict entretien du domaine et la réalisation de différents travaux de restauration mobilisent cinq salariés à plein temps. Bernard Anthonioz ne pouvant plus continuer son œuvre de mécénat (sept millions d'euros investis personnellement sans aucune subvention) cède le domaine de Rosny qui sera officiellement en vente en février 2016.
Depuis la revente du domaine, en février 2017, la réfection de la toiture et le remplacement des menuiseries du château ont été achevés.
A Versailles le 5 mai 2024, le portrait d'une dame dite "La Belle Menuisière" par Jean-Francois de Troy, présumée avoir fait partie de la collection de tableaux de la duchesse au château, figura dans une vente aux enchères publiques ("La Gazette Drouot" n°17, du 26/04/2024 p.35).

Phases des travaux du Château de Rosny (1999-2012)
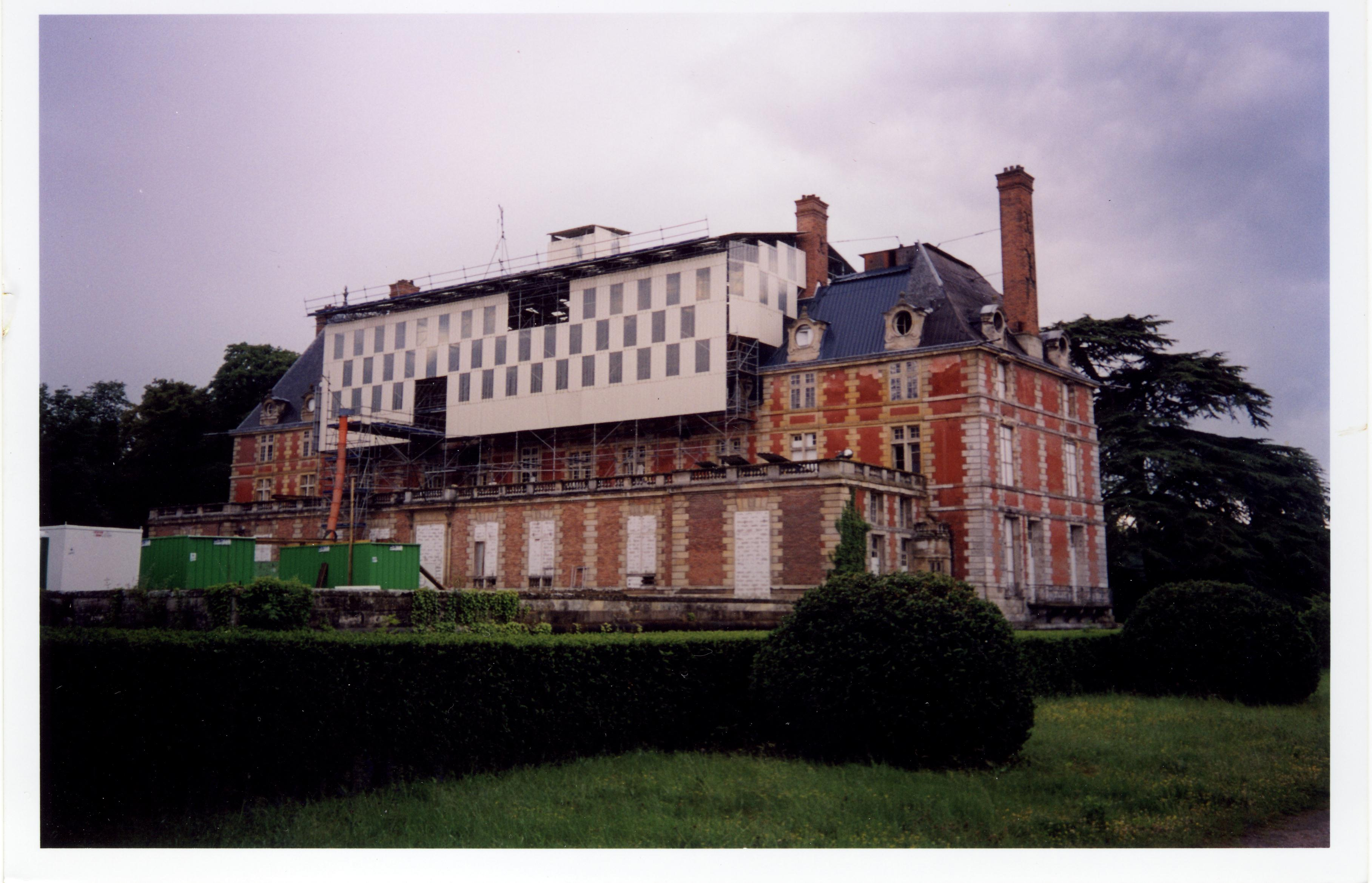
Le château recouvert par l'échafaudage-parapluie lors des gros travaux de réfection de la toiture principale en 1999.
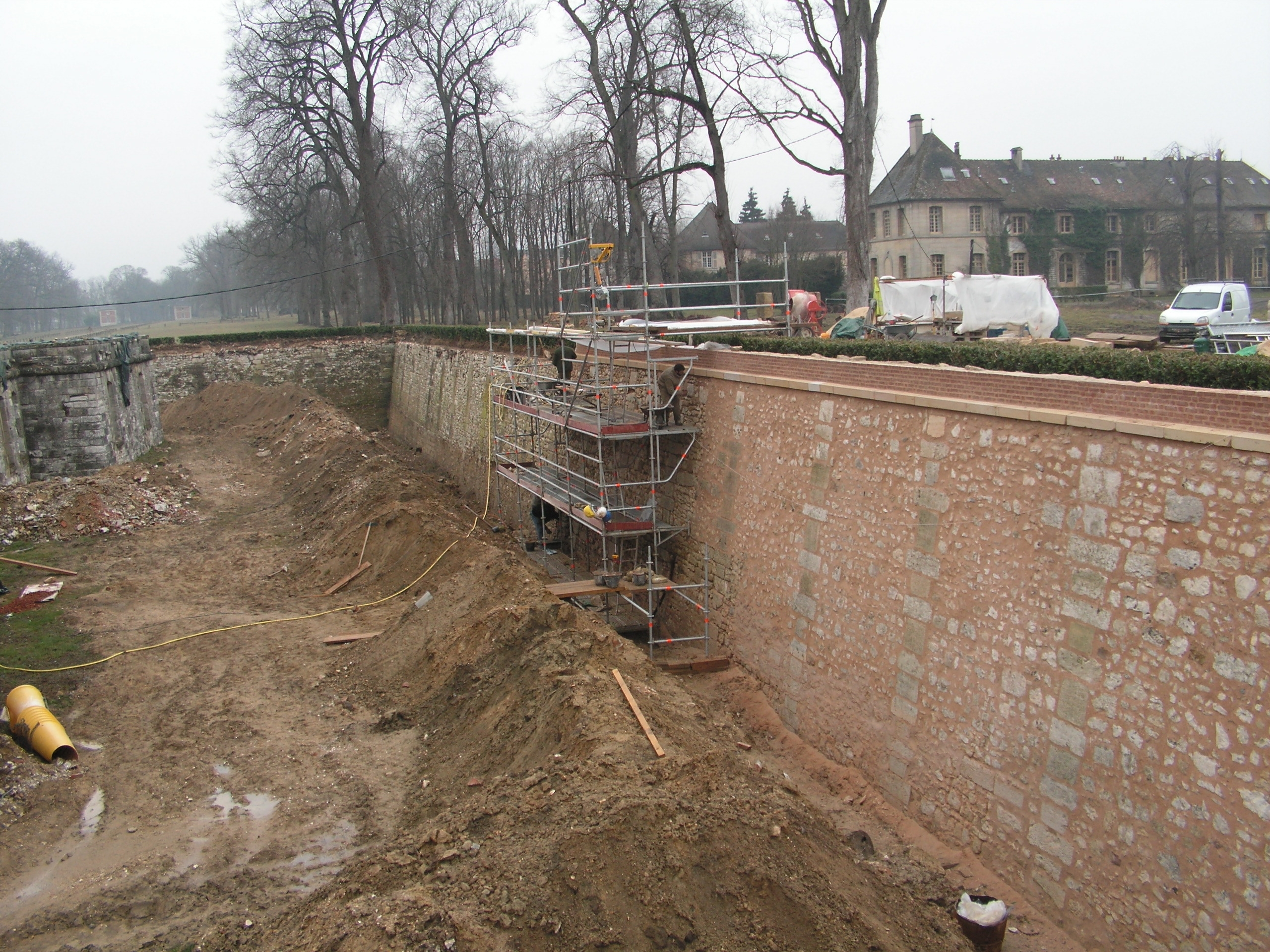
Travaux de restauration des contrescarpes, ici le côté sud en mars 2006
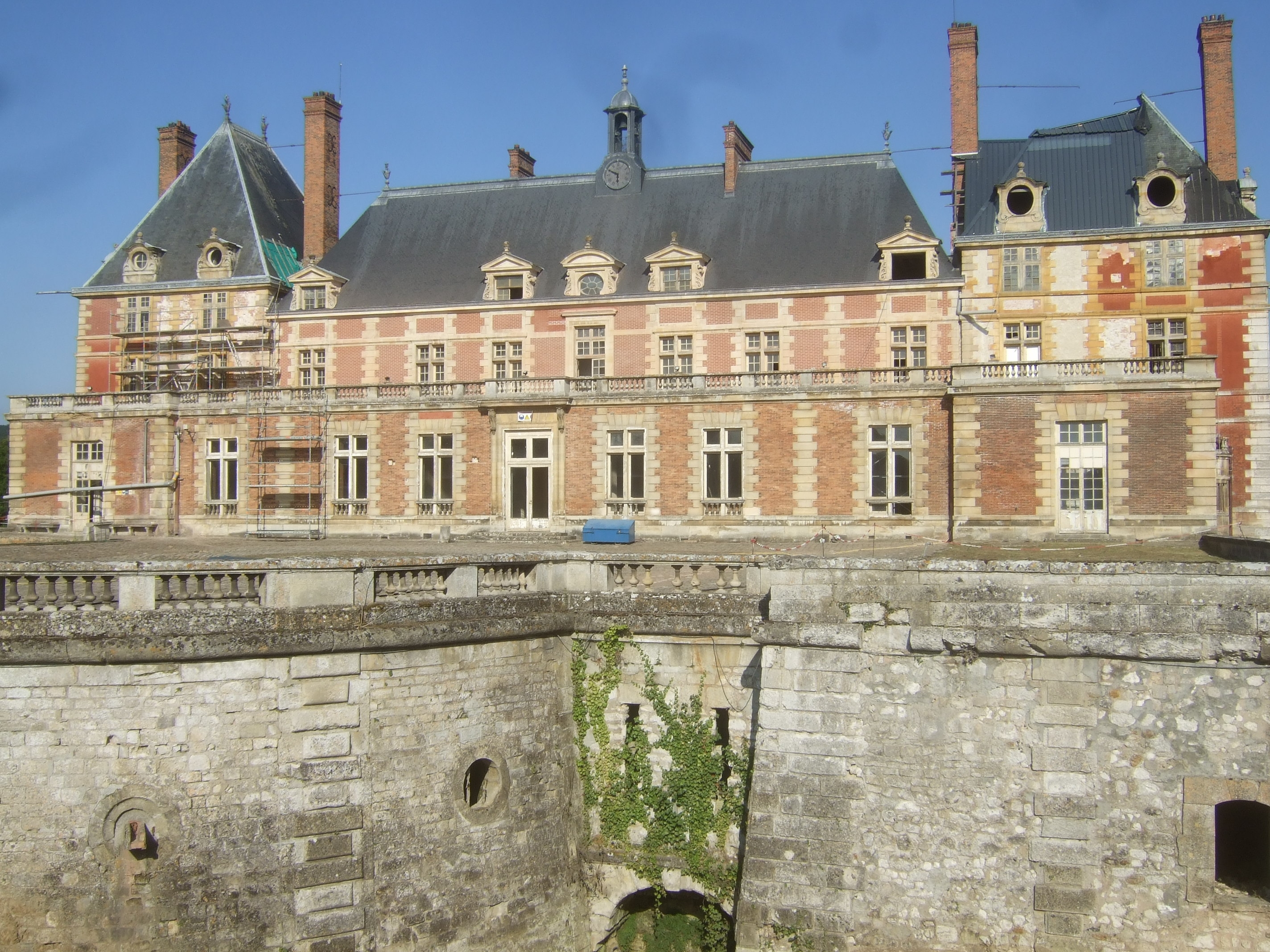
Toiture et façade Est après restauration, juillet 2010
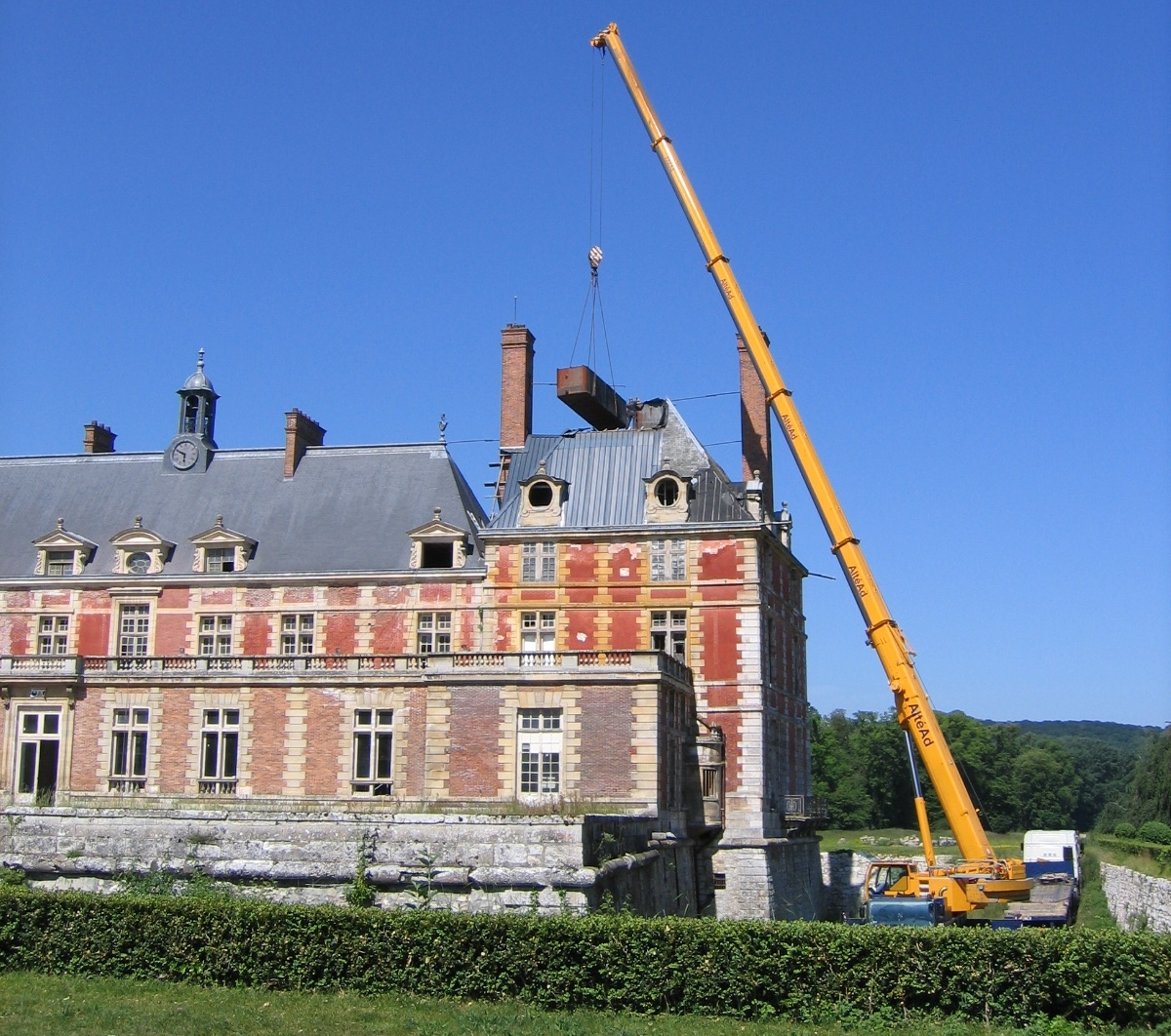
Purge du pavillon nord, juin 2010
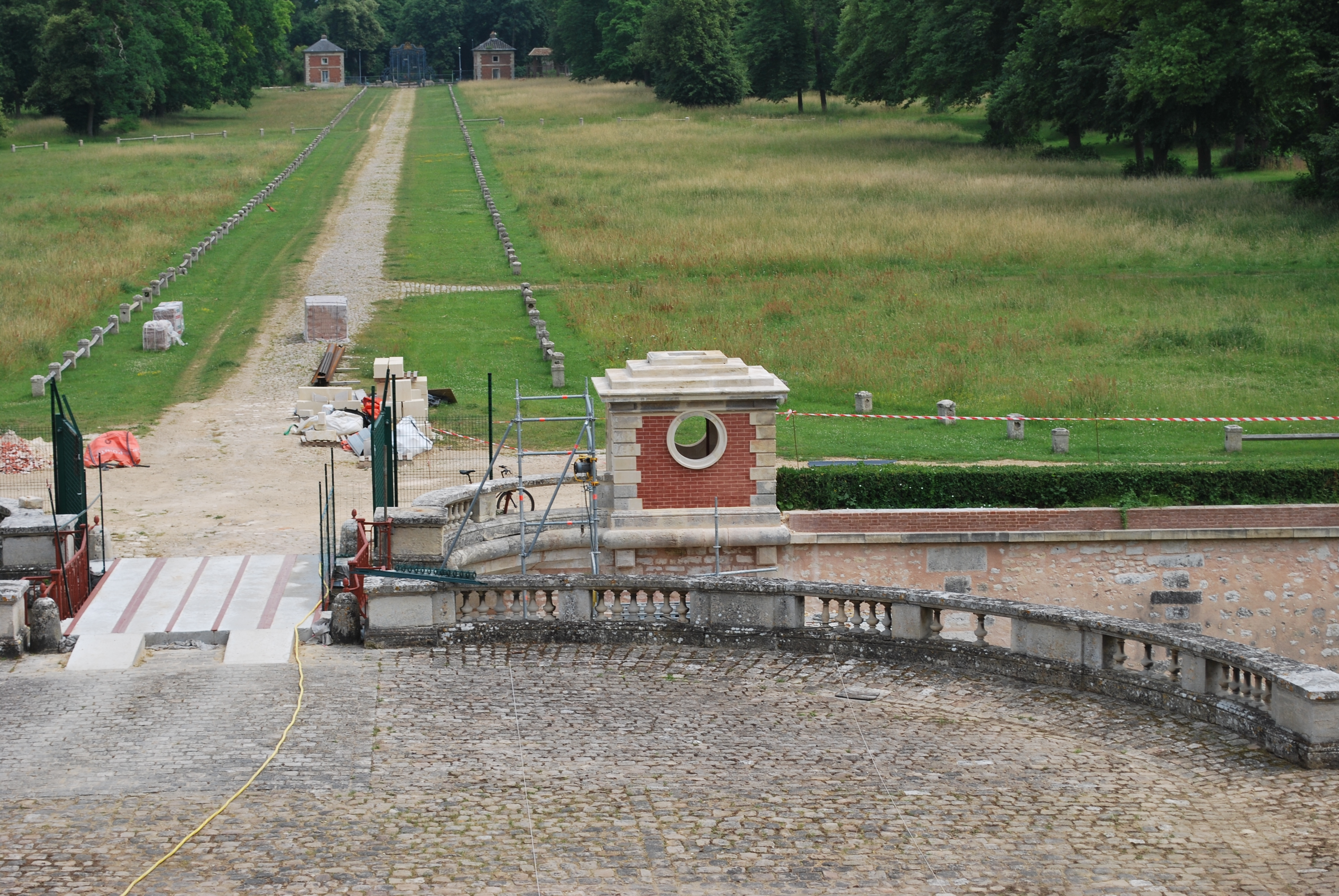
Restauration complète après démontage de la guérite sud de l'entrée, qui s'affaissait, juin 2010
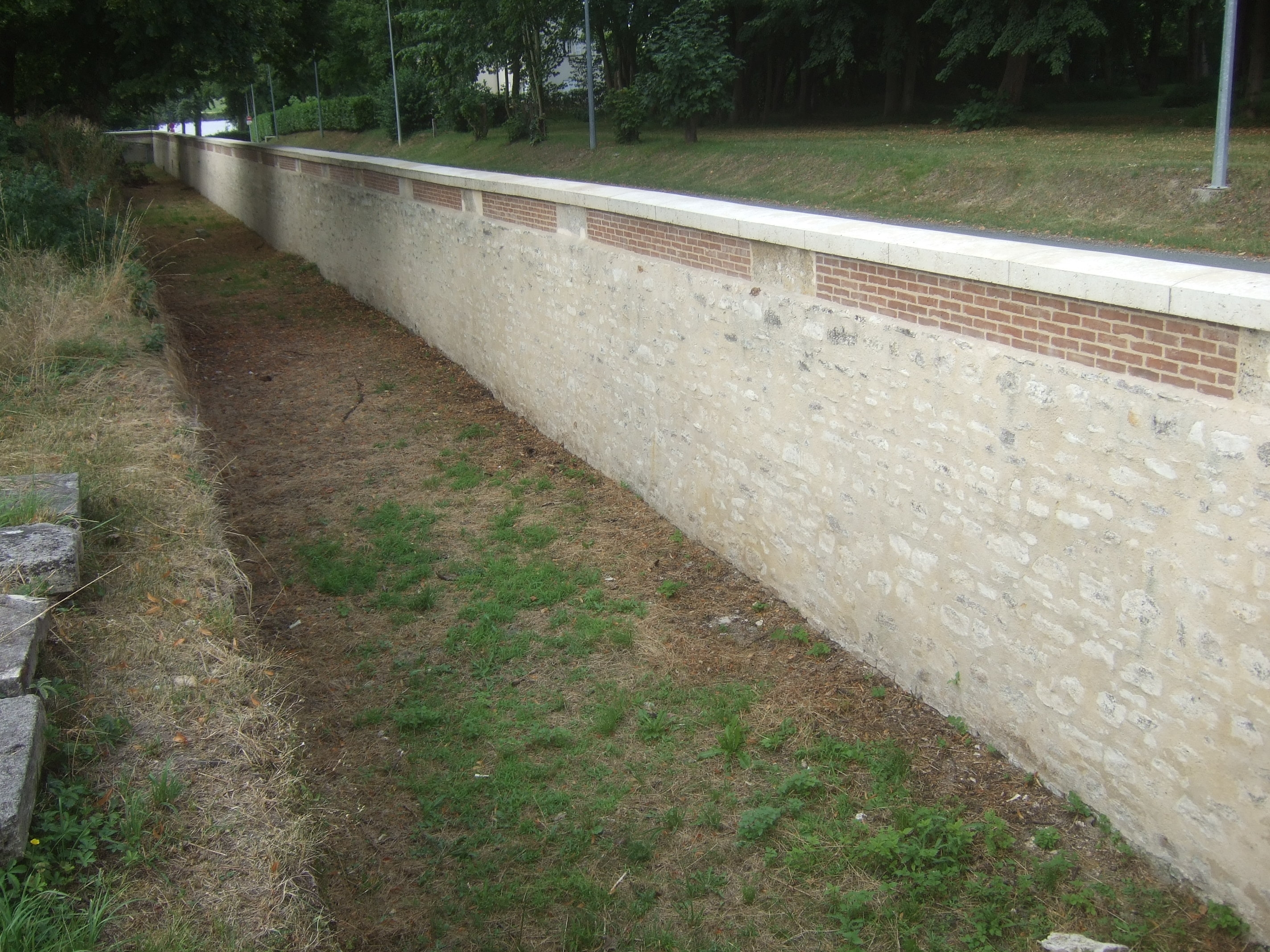
Réfection totale du saut de loup en prolongement de la grille d'entrée, juillet 2010
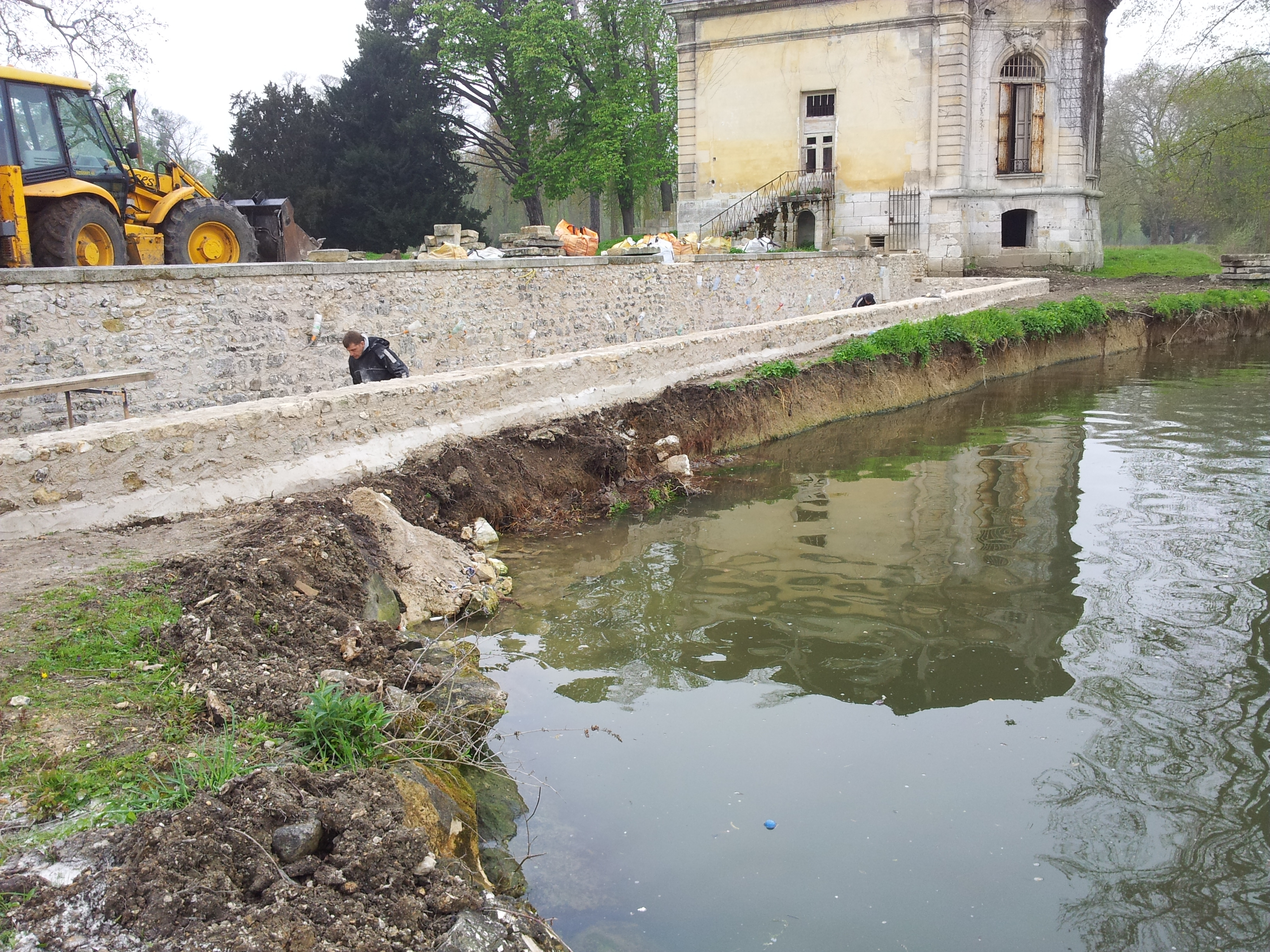
Restauration complète du saut de loup le long de la Seine jouxtant le pavillon des Bains, avril 2012

## Cinéma et télévision
Le château a servi de lieu de tournage pour plusieurs films et téléfilms, notamment :
- 1962 : Le Masque de fer d'Henri Decoin
- 1967 : Le Scandale de Claude Chabrol
- 1967 : Belle de jour de Luis Buñuel
- 1969 : L'Armée des ombres de Jean-Pierre Melville
- 1969 : Sous le signe du taureau de Gilles Grangier

### Sources et Bibliographie
- Archives nationales : ancien fonds d'archives du château de Rosny : 371 AP1 à 15
- Jean-Marie Pérouse de Montclos (dir.), Guide du Patrimoine. Île-de-France, Paris, Hachette, 1992, 750 p. (ISBN 2-01-016811-9)
- Laure Hillerin, A duchesse de Berry, l'oiseau rebelle des Bourbons, Paris, Flammarion, collection Grandes Biographies, 12 mai 2010, 541 p. (ISBN 978-2-08-122880-1)Présentation en ligne
- Suzanne d'Huart, Inventaire des archives du château de Rosny, Paris, 1977, 10 p.Les archives du château de Rosny sont entrées en 1972 aux Archives nationales par don du duc de Parme et y sont conservées sous la cote 371 AP
- Fonds du château de Rosny / Archives du Duc et de la Duchesse de Berry (1796-1869). Répertoire numérique détaillé de 371 AP (371AP/1-371AP/16), établi par Suzanne d'Huart (1977) ; supplément et révision par Isabelle Aristide-Hastir (2011). Notice biographique par Claire Sibille
- Abbé H. Thomas, Rosny-sur-Seine où est né Sully, Paris, Plon-Nourrit, 1889, deux volumes, 413 et 129 pages ;
- Albert Anne, Sully à Rosny sur Seine, sa naissance, ses demeures, 1975, Bonnières sur Seine, l'auteur, 80 pages ;
- Rosny-sur-Seine. L’ancien castel, Beuron, le château actuel, par l’abbé Henri Thomas